# Jaan Koolmeister
Jaan Koolmeister (* 2. Juni 1992) ist ein estnischer Biathlet.
Jaan Koolmeister nahm seit 2010 in Torsby an vier Biathlon-Juniorenweltmeisterschaften teil. Seine besten Resultate erreichte er 2012 in Kontiolahti und 2013 in Obertilliach mit den Rängen 29 und 28 in den Einzel-Rennen. 2012 und 2013 nahm er auch in Osrblie und Bansko an den Juniorenrennen der Biathlon-Europameisterschaften teil, ohne sich innerhalb der Top 30 zu platzieren.
Seine erste Meisterschaft bei den Männern bestritt Koolmeister bei den Sommerbiathlon-Europameisterschaften 2013 in Haanja, wo er 28. des Sprints und 25. der Verfolgung wurde.